# BMD-4
Pour les articles homonymes, voir BMD.

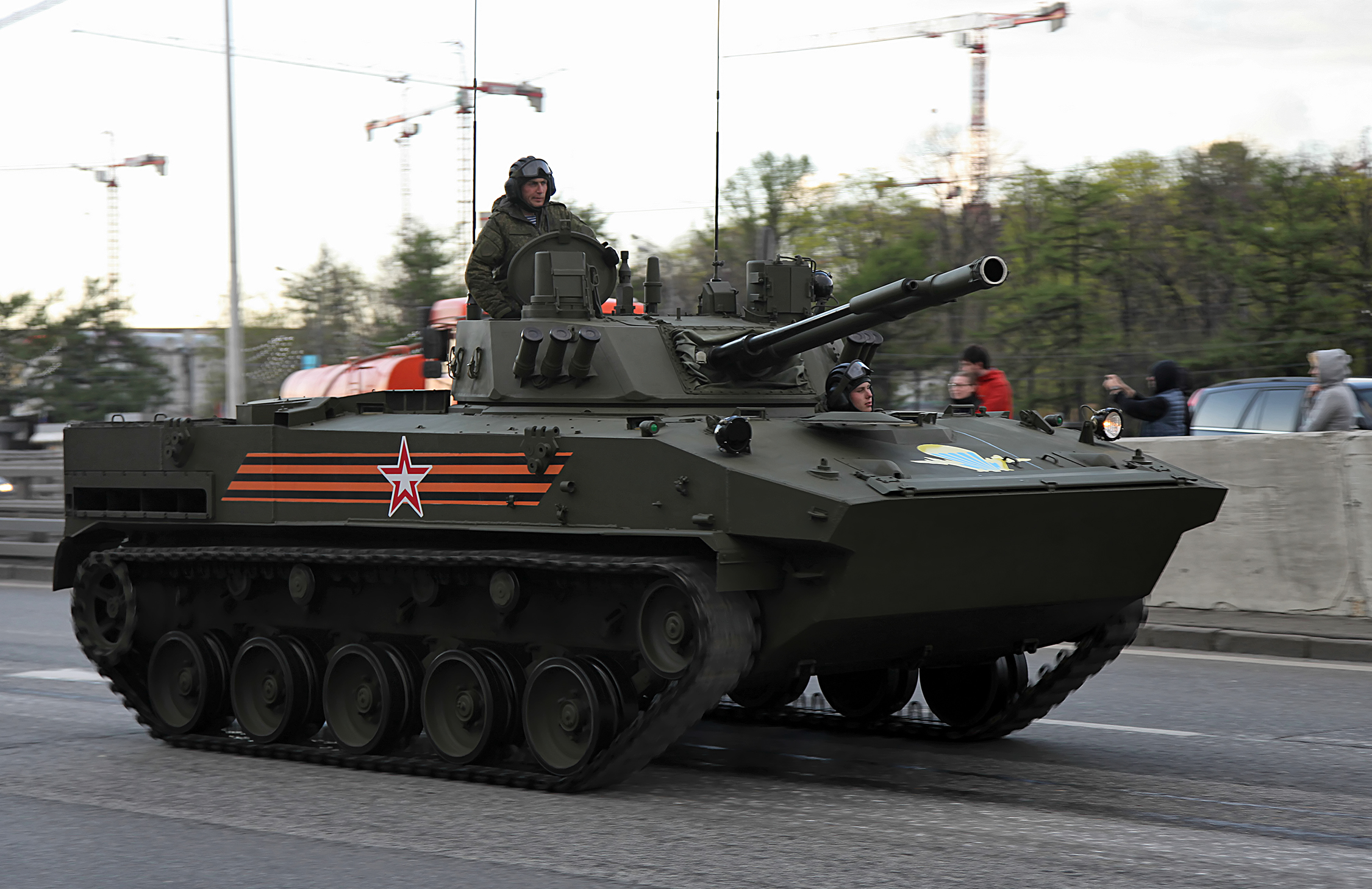
BMD-4M à double canon

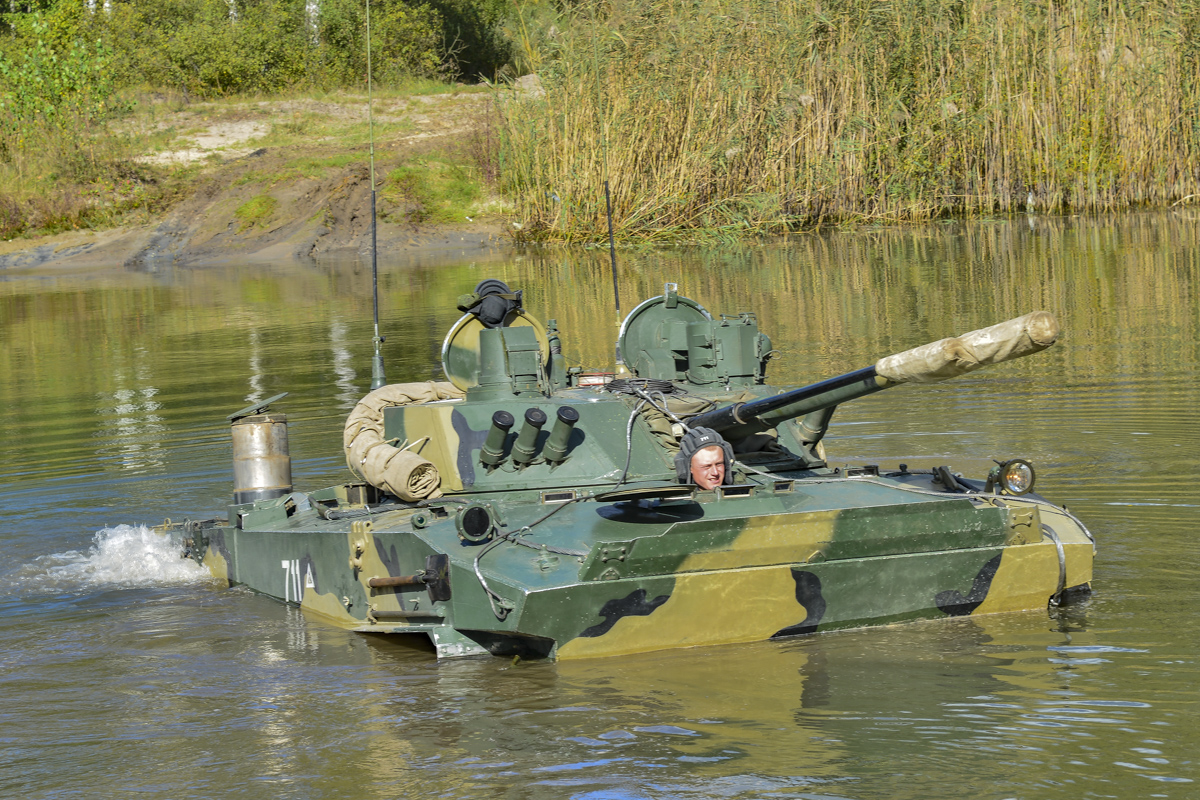
BMD-4M à double canon en mode amphibie

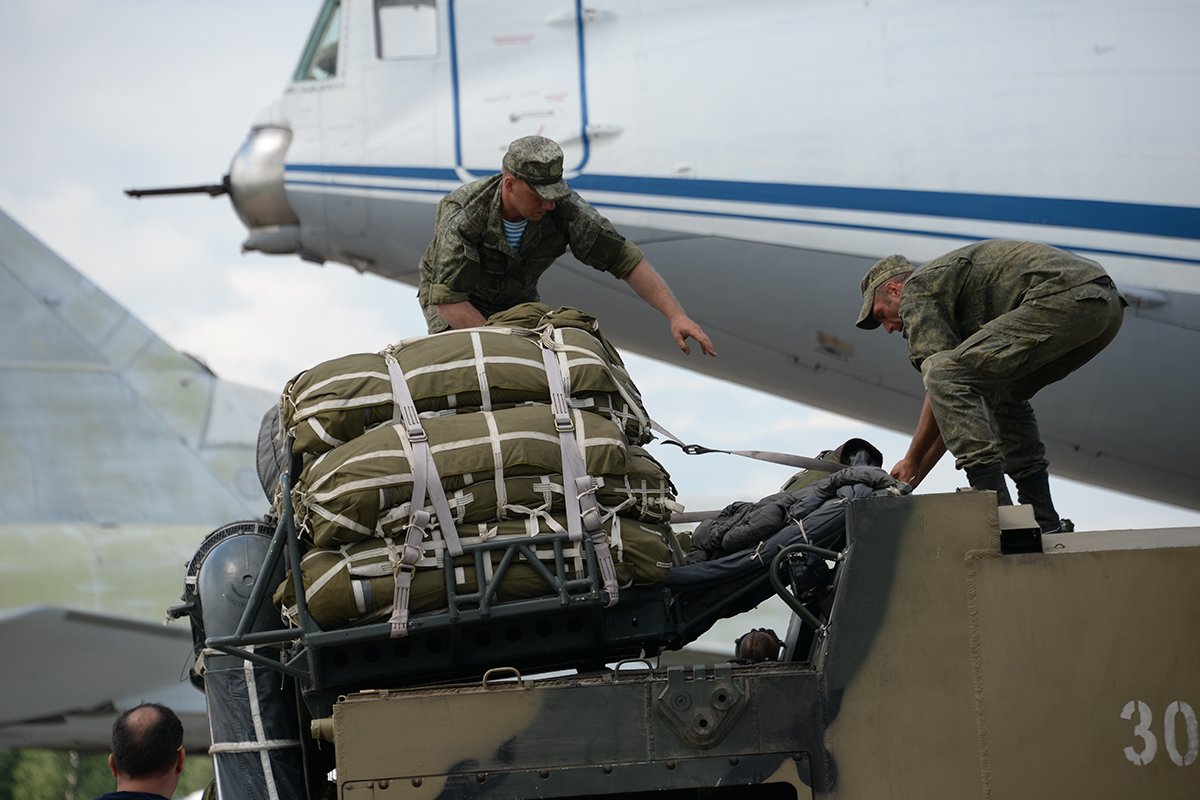
BMD-4M avec parachute de largage aérien posé

BMD-4 est un véhicule de combat d'infanterie en service au sein des troupes aéroportées de la fédération de Russie (VDV). Sa principale caractéristique est de pouvoir être parachuté par largage aérien avec tout son équipage à l'intérieur.

## Développement
Initialement désigné sous le nom de BMD-3M, le châssis du BMD-4 est le même que celui du BMD-3 car il a été développé sur les mêmes bases. Ce véhicule de combat blindé est l'un des plus légers de sa catégorie et possède une puissance de feu importante. De nombreux éléments du véhicule, comme l'ergonomie et le positionnement des passagers, restent relativement inchangés. Les principales différences entre le BMD-4 et ses prédécesseurs résident dans son armement. Le système de contrôle de tir automatisé du véhicule est doté de nouvelles fonctionnalités qui simplifient l'utilisation de l'armement du véhicule par le tireur et le commandant.
Le véhicule a été conçu par l'usine de tracteurs de Volgograd et l'armement a été développé par le bureau d'études KBP Instrument Design Bureau situé à Toula. Kurganmashzavod est le fabricant officiel du véhicule. Le BMD-4 est entré en service fin 2004 et est produit depuis lors. En 2008, une version modernisée, baptisée BMD-4M, a été introduite avec d'importantes contributions de Kurganmashzavod, le concepteur du BMP.
Le BMD-4 a été adopté par les forces armées russes le 31 décembre 2004. En août 2005, la 106e division aéroportée de la Garde (Toula) a reçu le premier lot de ces véhicules, avec 60 véhicules produits. En 2010, tous les autres achats du BMD-4 avec la tourelle « Bakhcha-U » ont été annulés ainsi que ceux du 2S25. Le colonel Gennady Anashkin a noté plus tard que le BMD-4 entrerait toujours en service car le véhicule était une toute nouvelle génération essentielle pour le VDV. Le commandant du VDV, Vladimir Shamanov, a déclaré dans une interview que le BMD-4 original possédait une base peu fiable, tandis que le BMD-4M modernisé est plus que satisfaisant pour les troupes aéroportées russes.
Le 21 mars 2008, Kurganmashzavod a dévoilé une variante modernisée du véhicule désignée sous le nom de BMD-4M. La cause principale de ces modifications était la faillite du fabricant d'origine, l'usine de tracteurs de Volgograd. En 2008, il était prévu de procéder à des tests complets d'un programme BMD-4 modernisé en accord avec le chef de la gestion des blindés du ministère de la Défense et du VDV. Selon les résultats des tests et Mikhaïl Bolotine, président de Concern Tractor Plants (KTZ), la production de masse était initialement prévue pour l'année suivante. La production en série du BMD-4 modernisé a ensuite été reportée avec celle du 2S25 Sprut-SD. Nikolaï Makarov, chef d'état-major général des forces armées russes, a qualifié le BMD-4 de « version du BMP-3 » sans protection et coûtant plus cher qu'un char coûteux.
En août 2012, Alexander Sukhorukov, alors vice-ministre de la Défense, a déclaré que le véhicule blindé BMD-4M ne répondait pas aux exigences avancées par l'armée russe et ne serait pas acheté. Dans le même temps, une semaine auparavant, Vladimir Shamanov avait déclaré que le BMD-4M était entièrement conforme au VDV, ce qui était plus important à cet égard que les exigences du ministère de la Défense. Il a souligné que le sort du BMD-4M était décidé par le commandant suprême, Vladimir Poutine. L'armée russe a reçu un autre lot de prototypes du véhicule d'assaut aéroporté modernisé BMD-4M à la mi-2014. Huit véhicules BMD-4M modernisés ont été livrés à la 106e Division d'assaut aéroportée de la Garde par Kurganmashzavod, où les véhicules ont continué à subir des tests.

## Caractéristiques

### Châssis
La coque du BMD-4 ressemble fortement à celle du BMD-3 mais avec un certain nombre d'innovations. Le BMD-4 dispose d'un équipage de trois personnes composé : d'un commandant, d'un tireur et d'un chauffeur. Il peut transporter jusqu'à cinq passagers et est plus spacieux que les BMD-1 et BMD-2 précédents. La suspension est composée de cinq petites roues et de quatre galets de roulement de chaque côté. Le véhicule est équipé d'une transmission automatique à cinq vitesses pour la marche avant et cinq vitesses pour la marche arrière.

### Armement
Les deux armements principaux du BMD-4 sont intégrés dans une tourelle connue sous le nom de Bakhcha-U (russe : Бахча-У) qui se compose d'un canon rayé basse pression 2A70 de 100 mm, d'un canon automatique coaxial 2A72 de calibre 30 mm et d'une mitrailleuse coaxiale PKT de 7,62 mm. Ce module est conçu par le KBP Instrument Design Bureau pour les unités d'infanterie motorisées sans le soutien de chars ni d'artillerie. La tourelle Bakhcha-U peut être installée sur le châssis d'autres véhicules militaires, tels que le BMP-2, le BMP-3 et le BTR-90. Cette tourelle a une traverse complète de 360° et une élévation maximale de 60° ; la dépression maximale est de −6°. La majorité des cibles blindées et non blindées peuvent être engagées par au moins deux types d'armement fournis par la tourelle Bakhcha-U.
Le canon rayé 2A70 est capable de tirer des obus à fragmentation hautement explosifs et des missiles antichars à guidage laser. 34 obus HE-Frag non guidés prêts à l'emploi sont transportés dans la tourelle du véhicule. Le canon de calibre 100 mm est équipé d'un chargeur automatique qui tire à une cadence de 10 à 12 coups par minute ;  le temps de chargement de chaque obus étant de 5 à 6 secondes. Les deux variantes d'obus HE-Frag disponibles pour le Bakhcha-U sont les obus 3UOF17 et 3UOF19 ; le premier ayant une vitesse initiale de 250 m/s et le second atteignant 355 m/s. Le 3UOF19 permet également une détonation de proximité beaucoup plus importante, ce qui augmente le rayon mortel de l'explosion. Lorsqu'il est mis en œuvre dans la tourelle Bakhcha-U, la portée du canon 2A70 est augmentée à 7 km avec des obus non guidés.
Un canon automatique 2A72 de calibre 30 mm est monté coaxialement au canon rayé 2A70. La tourelle du BMD-4 contient un total de 500 cartouches prêtes à être utilisées par son canon automatique, dont 245 sont des explosifs puissants et le reste sont des munitions perce-blindage. Ce canon automatique tire des projectiles avec une vitesse initiale de 1 120 m/s et une cadence de tir cyclique de 350 à 400 coups/min. Les obus tirés peuvent pénétrer 22 mm de blindage homogène laminé (RHA) à une distance de 2 000 m tout en impactant à un angle de 60°. Une contamination minimale par les gaz de la tourelle est obtenue grâce à un déverrouillage retardé dû à l'action de recul long d'un seul canon et à l'éjection des douilles vers l'avant.
Le canon de 100 mm est également capable de tirer le missile guidé antichar (ATGM) Arkan 9M117M1, qui est un développement ultérieur du 9M117 Bastion (nom OTAN : AT-10 Stabber). Avec un poids de 21,5 kg, cet ATGM a une capacité de pénétration de 750 à 800 mm de RHA derrière un blindage réactif explosif (ERA). La tourelle contient quatre missiles 9M117M1 qui sont lancés via le canon de 100 mm, ce qui garantit un avantage primordial car le chargement est entièrement interne plutôt qu'externe contrairement aux autres véhicules de combat d'infanterie comme les BMP. Tout en se déplaçant à une vitesse moyenne de 300 m/s, l'Arkan est guidé par un faisceau laser et est capable de détruire des cibles jusqu'à 5,5 km de distance.
La mitrailleuse PKT de calibre 7,62 mm est montée coaxialement avec les armes de 100 mm et 30 mm. 2000 cartouches sont transportées dans la tourelle pour la mitrailleuse PKT; le tout combiné sur une seule bande pour éviter le rechargement. Une autre PKT est actionné par un soldat assis vers l'avant gauche du véhicule. Ce fusil-mitrailleur peut être démonté et utilisé par l’infanterie débarquée pour une plus grande flexibilité. En fonction des versions, 2 à 4 lance-missiles antichars 9P135M, qui utilisent les missiles 9K111 Fagot ou 9M113 Konkours, peuvent être installés sur la tourelle en plus des missiles tirés par le canon de 100mm. Ils peuvent également être démontés pour être utilisés par l'infanterie. Le missile Fagot est un ATGM à courte portée avec une portée effective de 2 km. En volant à une vitesse moyenne de 186 km, il pénètre 480 mm de blindage RHA. Le Fagot-M est une variante améliorée qui a une portée effective accrue de 2,5 km et une pénétration de 550 mm de RHA. Le missile Konkurs a une portée effective de 4 km et vole à une vitesse moyenne de 206 km. Le missile Konkurs original peut pénétrer 750 à 800 mm de RHA tandis que le Konkurs-M amélioré pénètre lui 750 à 800 mm de RHA après l'ERA grâce à une ogive tandem supplémentaire. La portée est réduite à 2,5 km la nuit.

### Blindage
Le poids du BMD-4 est obtenu en utilisant un alliage d'aluminium pour la coque au lieu de l'acier comme blindage. Ce blindage protège le BMD-4 des armes de 30 mm comme son propre canon automatique 2A72 vers l'avant, ainsi que des tirs d'armes légères et des éclats d'obus vers le côté. Pour contrer le guidage infrarouge et les armes, six lance-grenades fumigènes ZD6 de 81 mm répartis en deux rangées de trois sont montés sur les côtés de la tourelle. Un système de protection NRBC et des systèmes d'extinction automatique d'incendie sont fournis à l'ensemble de l'équipage et des passagers pour assurer la survie dans un environnement soumis à des retombées nucléaires.

### Système de conduite de tir et capteurs
Le BMD-4 dispose d'un système avancé de contrôle de tir (FCS). Le système d'armement unique fourni par la tourelle Bakhcha-U et les performances de conduite fiables fournies par le châssis confèrent au BMD-4 des capacités qualitativement nouvelles aux unités des forces terrestres aéroportées. Le BMD-4 est capable de tirer efficacement tous ses armements principaux, que le véhicule soit à l'arrêt ou mobile, qu'il fasse jour ou nuit, qu'il soit à flot ou à terre. Des calculs balistiques avancés permettent au BMD-4 de tirer depuis une position fermée et la capacité de tirer efficacement sur des cibles aériennes basses et lentes est fournie.
Le FCS informatisé du BMD-4 est automatisé de jour comme de nuit et dispose de deux viseurs optiques avancés pour le commandant et le tireur. Le viseur panoramique du commandant IFV a une couverture horizontale de 360° pour rechercher des cibles. Ce viseur panoramique est combiné avec une imagerie visuelle, une imagerie thermique, des canaux de télémétrie et un canal de guidage de missile. Doté de deux viseurs dédiés aux deux opérateurs du Bakhcha-U, le BMD-4 possède des capacités de chasseur-tueur et le tireur peut utiliser le viseur du commandant pour engager des cibles si son propre viseur est désactivé ou détruit. Le commandant du véhicule a également la possibilité de prendre le contrôle de la tourelle et de son armement, les deux opérateurs de tourelle ayant le contrôle total de l'armement.

### Mobilité
Comme son prédécesseur, le BMD-4 peut être parachuté avec tout l'équipage et les passagers à l'intérieur du véhicule. Ceci permet un engagement rapide de la cible après l'atterrissage. Un Il-76 est capable de transporter deux BMD-4 à la fois, contre trois BMD-1 et BMD-2. Il peut également être transporté par l’hélicoptère de transport lourd Mil Mi-26.
Son moteur, le 2V-06-2, est le même que celui du BMD-3 et développe une puissance totale de 450 ch. Le BMD-4 est également entièrement amphibie avec deux jets d'eau propulseurs montés de chaque côté de l'arrière de la coque, et peut ainsi se déplacer à des vitesses allant jusqu'à 10 km/h. Avec un rapport puissance/poids élevé, le BMD-4 présente une accélération supérieure à celle des autres véhicules de combat d'infanterie. La vitesse maximale sur route est de 70 km/h et le BMD-4 peut manœuvrer sur une pente de 60° et une pente latérale de 35°. Le BMD-4 peut traverser des tranchées de 1,8 m de large et gravir des obstacles de 0,8 m de haut.

## Versions
- BMD-4 : modèle originel conçu par l'usine de tracteurs de Volgograd. 60 exemplaires de pré-série sont fabriqués avant l'annulation de la production en grande série à la suite de problèmes de fiabilité du châssis.
- BMD-4M : modèle conçu par l'usine de Kourgan en 2008 afin de corriger les défauts du BMD-4. Il reprend le moteur ainsi que le train de roulement du BMP-3. La production en grande série commence en 2016.
- BMD-4MK : véhicule blindé de commandement dérivé du BMD-4M.
- BMD-4M Sinitsa : BMD-4M équipé de la tourelle Sinista. Cette tourelle se différencie de la tourelle Bakhcha-U par l'intégration d'une caméra thermique dans le viseur panoramique du chef de char. Ce modèle a été présenté en 2017.
- BMD-4M Sadovnitsa : BMD-4M doté d'un moteur et d'une tourelle améliorés ainsi que d'un surblindage, comportant 6 obus de moins pour rester dans les limites d'un poids acceptable pour le transport aérien.

## Variantes
- BTR-MDM Rakushka : Véhicule blindé de transport de troupes reprenant le châssis du BMD-4M, il est capable de transporter 10 fantassins en plus de ses 2 membres d'équipage.
- 2S25 Sprout : Chasseur de chars / char léger reprenant le châssis du BMD-4
- 2S42 Lotus : Mortier / canon automoteur reprenant le châssis du BMD-4
- Ptitselov : Véhicule antiaérien reprenant le châssis du BMD-4 et intégrant un tourelle Sosna-R avec 12 missiles 9M337. Le véhicule est encore en developpement en 2024[21].

## Opérateur
- Russie
  - Troupes aéroportées de la fédération de Russie : 250 BMD-4M en 2023[22].